# Marcel Baschet

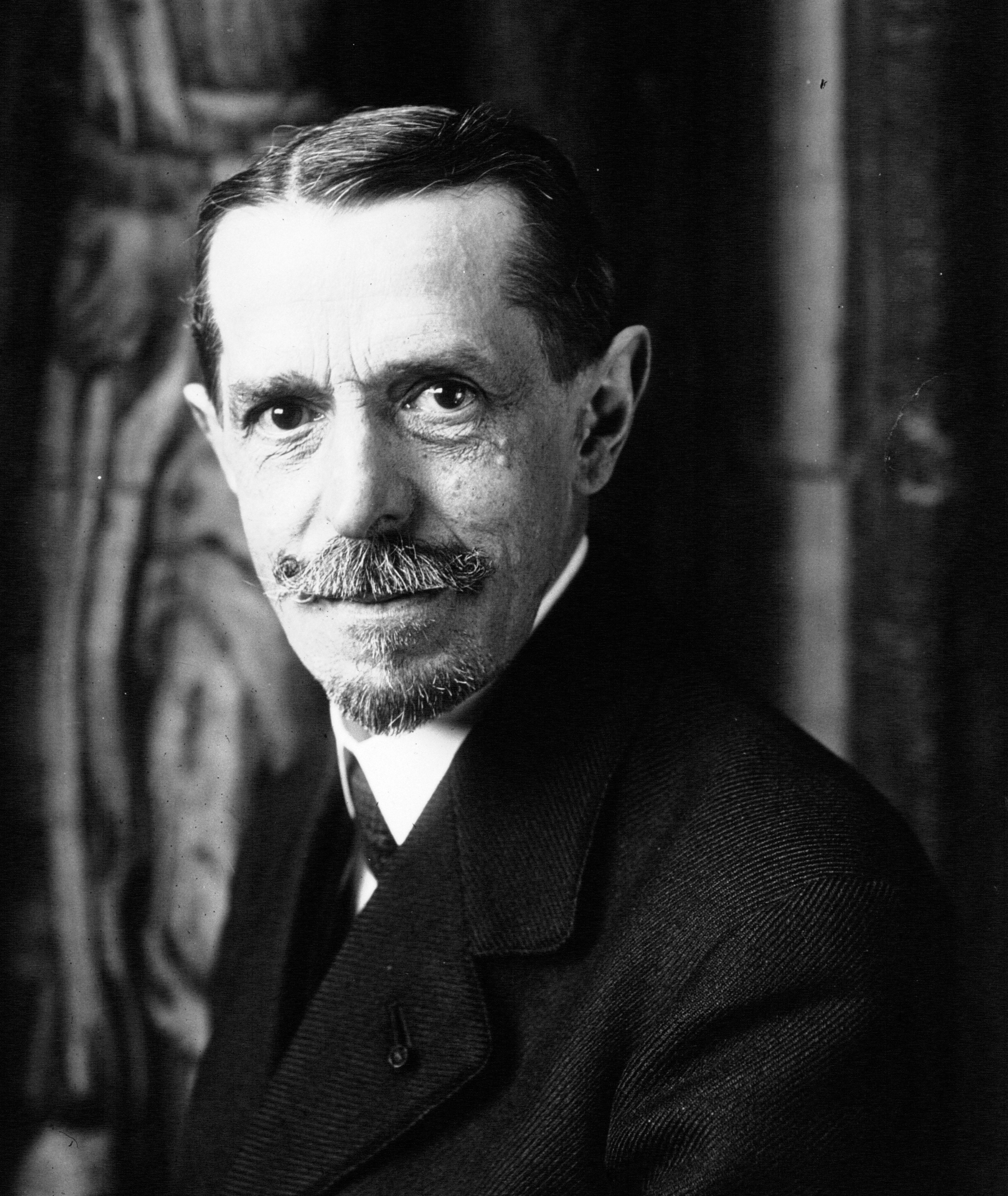
Marcel Baschet (1918).

Marcel-André Baschet (5 de agosto de 1862-28 de diciembre de 1941) fue un retratista francés, notable por sus numerosos retratos de los presidentes de la Tercera República francesa.

## Biografía
Nació en Gagny (Sena y Oise), segundo hijo del editor de arte Ludovic Baschet, editor de Panorama y el Revue illustrée. Su hermano René fue crítico de arte de Salonsavant y editor de la revista L'Illustration desde 1904 hasta la primera mitad del siglo XX. A los 17, Marcel ingresó en la Académie Julian en el estudio de Jules Lefebvre. Alumno de la Escuela de Bellas Artes de París en el estudio de Gustave Boulanger, en 1883 ganó el Gran Premio de Roma de pintura para Edipo maldice a su hijo Polinices, y se convirtió en pensionista en la Villa Médicis de Roma de 1883 a 1887.
El 3 de enero de 1888, se casó con Jeanne Guillemeteau, y tuvieron dos hijos, uno varón y una hembra. Ejerció como profesor de la Academia Julian en 1889. A partir de 1900, estuvo varios años como profesor de Matilde Bonaparte. Entre 1907 hasta 1941, tuvo una tienda en el 21 de Quai Voltaire en París, donde una placa conmemorativa fue emplazada después de su muerte. Ganó la medalla de honor en 1908 por su retrato de Henri Rochefort, y el de Claude Debussy fue expuesto alrededor del mundo. Fue nombrado Caballero de la Legión de Honor en 1898, y en 1913, fue elegido miembro de la Academia de Bellas Artes.
Sus obras se encuentran en varias colecciones privadas y museos, incluido el museo de Orsay y el palacio de Versalles. Su hermano menor, Jacques (1872-1952), fue historiador, crítico de arte, director artístico, editor de la revista L'Illustration y director de una empresa nacional.

## Obras

### Pinturas

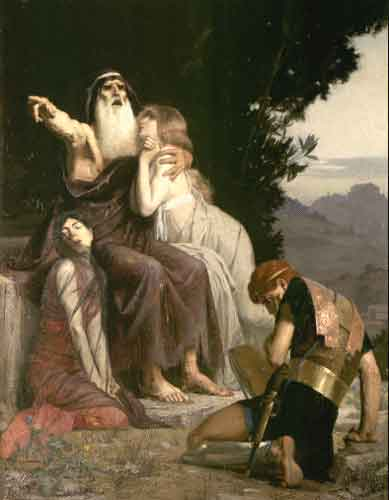
Edipe condena a Polinice..Cuadro del Premio de Roma

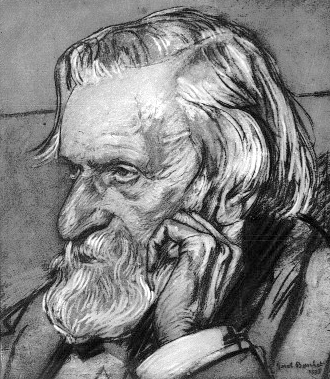
Ambroise Thomas.

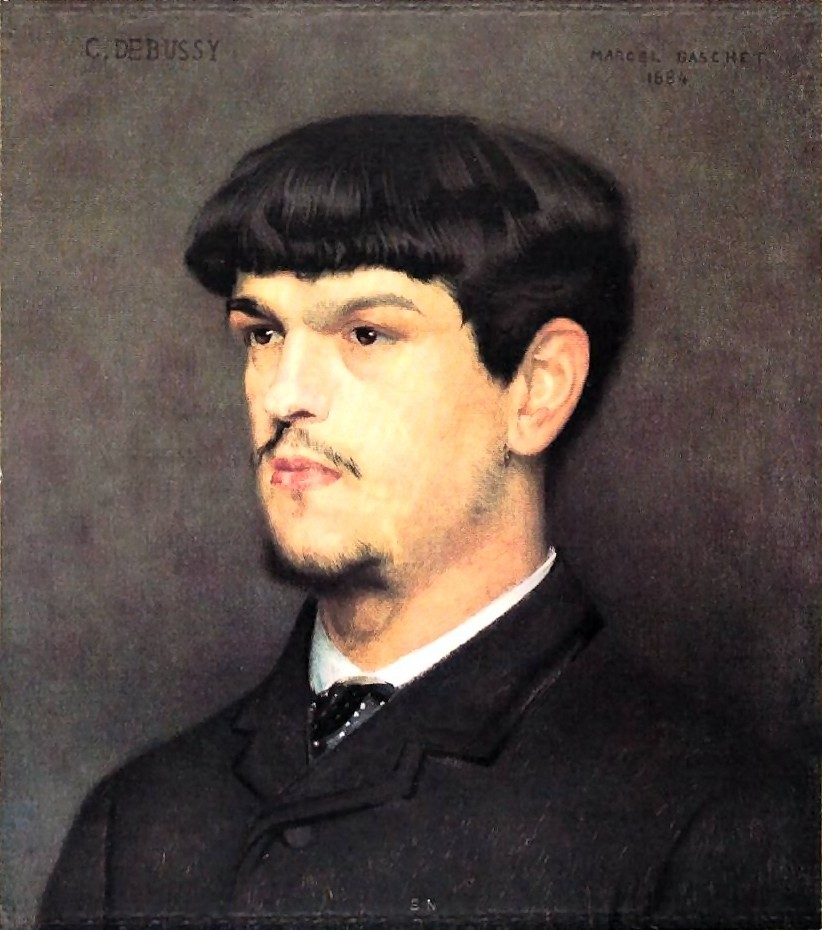
Claude Debussy.

- Claude Debussy, 1884, HSB : 24,5x21,5, Museo de Orsay

- M. Vendryès, 1892
- Ambroise Thomas, noviembre de 1896
- Henri Brisson, 1896
- Mrs Gabriel Pierné, esposa del compositor, 1897, presentado en el Salón de los Artistas Franceses, 1898
- Charles Pardinel, 1898
- Retrato de una Familia, 1899, presentado en el Salón de los Artistas Franceses
- Comtesse de Bourbon-Ligniéres, 1900
- Mrs Delacroix, 1900
- René Baschet, 1901
- Armande Fajard, 1901
- Pierre Baschet, 1901
- Jérôme Doucet
- Mrs René Baschet, 1905
- Jules Lefebvre, 1905
- Roger Baschet, 1907
- Ludovic Baschet, 1907
- Henri Lavedan, 1907
- Mrs Georges Leygues, 1907
- Henri Rochefort, 1908
- Louise Weiss, 1909
- Jean Richepin, 1910
- Count of Gramont, 1910
- Countess Pillet-Will, 1910
- Conde de Bourbon-Lignières, 1910
- Miss Cocteau, 1910
- Seydoux boys, 1910
- Marqués de Dion, 1911
- Raymond Poincaré, 1913
- Suzanne Fajard, 1915
- Mrs Lyautey, 1915
- Aristide Briand, 1917
- Général Gouraud, 1919
- Maréchal Foch, 1919, pastel sobre papel, 57x42, musée de l'Armée
- Duke of Mortemart, 1919
- Miss Michelin, 1920
- Alexandre Millerand, 1922
- Gaston Doumergue, 1926, HST 122 X 95, Museo del Palacio de Versalles
- Philippe Pétain, 1926
- El Maharajah de Kapurthala, 1927
- Maréchal Fayolle, 1927
- Duquesa de Brissac, 1927
- Mr y Mrs Schlumberger, 1928
- Marqués de Juigné, 1929
- Marqués de Vogüé, 1929
- Baron von Zuylen, 1929
- Duque de Broglie, 1930
- Général Weygand, 1930
- Maurice de Broglie, 1932
- Paul Doumer, 1932, HST 137x101, Museo del Palacio de Versalles
- Albert Lebrun, 1934, HST 129x104, Museo del Palacio de Versalles
- Fadri Aga Khan, 1934
- Mrs Roger Couvelaire, 1930
- Varón de Turckeim, 1938
- Édouard Branly, 1939

### Grabados, litografías
- Le Salon de Peinture, retrato de Melle Louise Lyman

### Ilustraciones
- Drogues et Peinture: 24 ilustraciones del artista, édition Laboratoire pharmaceutique Chantereau à Paris, Álbum d'Art Contemporain, n° 54, sd, v. 1937

### Exposiciones
- 1908-Salón de los Artistas Franceses: Médaille d'Honneur

## Premios, galardones
- 1883 - Primer Gran Premio de Roma de pintura
- 1908 - Médaille d'Honneur del Salon des Artistes Français
- 1913 - Miembro de la Academia de Bellas Artes
- Sociedad de Artistas Franceses

## Estudiantes
- John William Ashton (1881–1963)
- Pierre Gourdault (1880-1915)
- Léonie Humbert-Vignot (1878-1960) en la Académie Julian
- Marthe Orant (1874-1951)
- Charles Picart le Doux (1881-1959)
- André Prévot-Valéri (1890-1956)[2]
- Paulo do Valle Júnior (1886-1958)
- Thérèse Geraldy (1884-1965)